# The Nubble (hrabstwo Shelburne)
The Nubble (do 26 kwietnia 1965 kosa Northwest Spit (43°32′00″N, 65°22′58″W)) – skała (nubble) w zatoce Negro Harbour w kanadyjskiej prowincji Nowa Szkocja, w hrabstwie Shelburne; nazwa Northwest Spit urzędowo zatwierdzona 4 stycznia 1934.